# Fritz Steub
Fritz Steub (* 11. November 1844 in Lindau; † 5. August 1903 Partenkirchen) war ein deutscher Karikaturenzeichner und Holzschneider.

## Leben
Fritz Steub studierte Maschinenbau am Polytechnikum in Karlsruhe, danach war er kurze Zeit Schüler von J. L. Raab. Er heiratete eine Tochter des Holzschneiders Kaspar Braun, Gründer einer Xylographischen Anstalt und späterer Verleger der Fliegenden Blätter, für die Steub seit 1864 arbeitete.

## Münchener Bilderbogen (Beispiele)

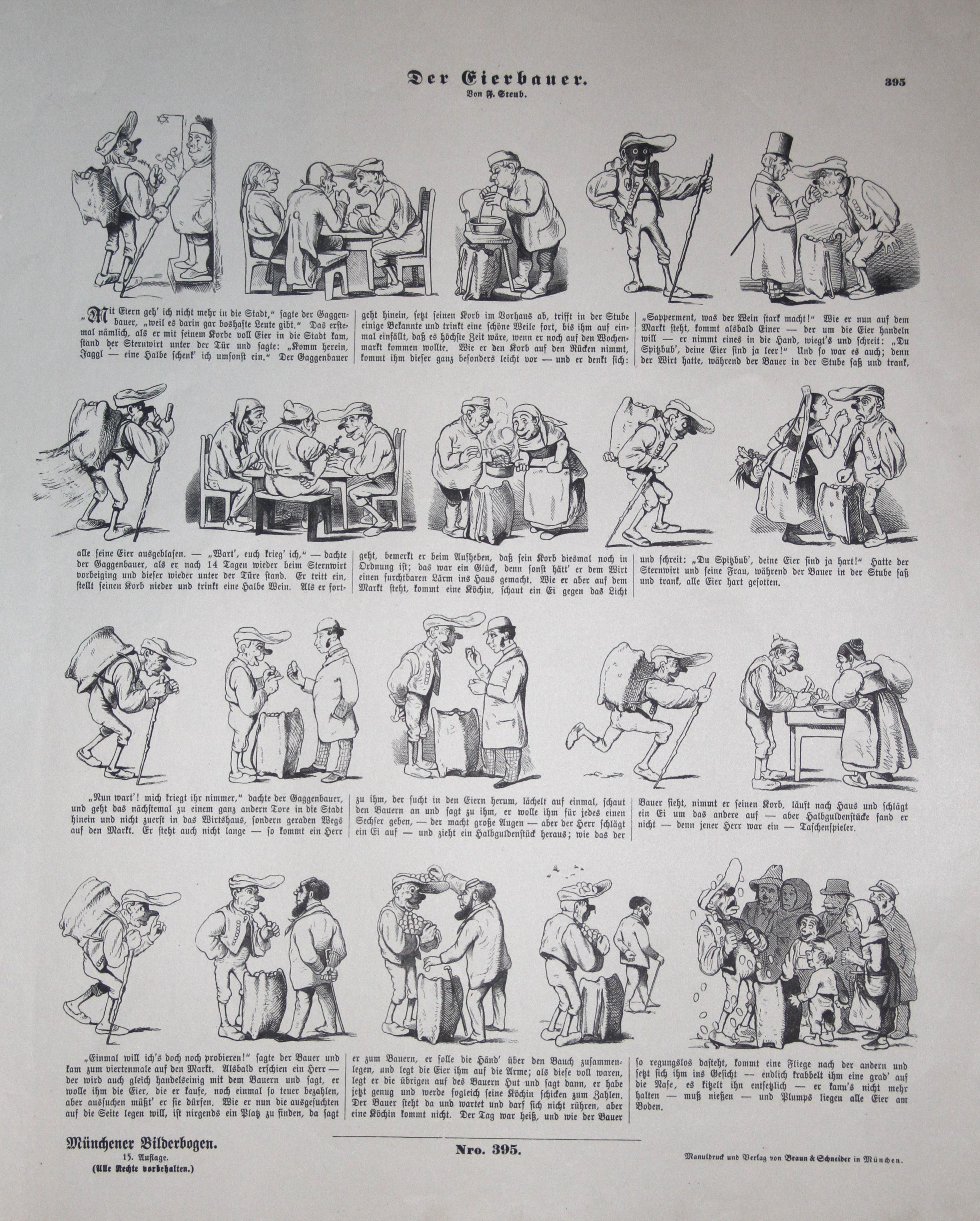
„Der Eierbauer“ Münchener Bilderbogen Nro. 395
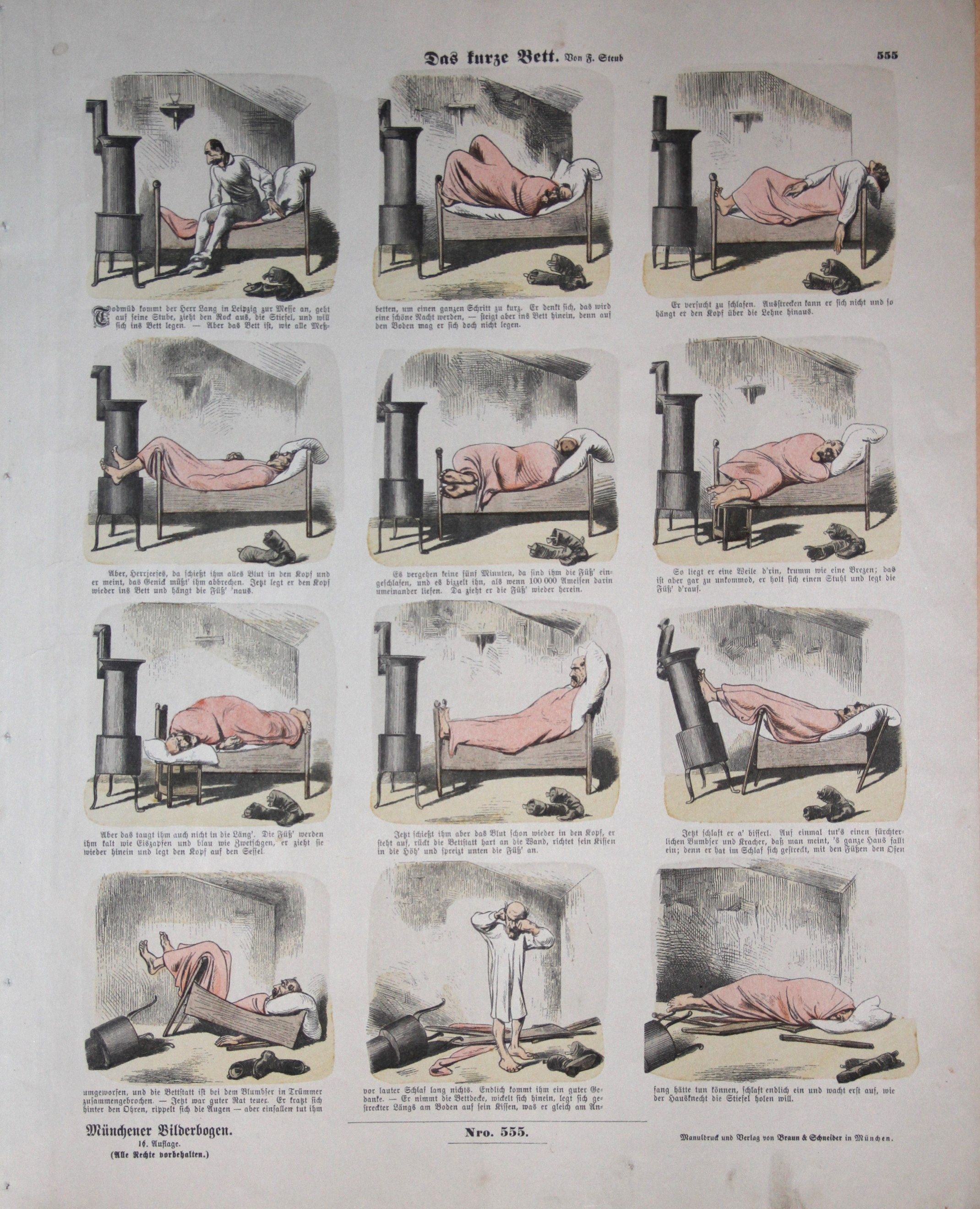
„Das kurze Bett“ Münchener Bilderbogen Nro. 555

## Werke (Illustrationen, Auswahl)
- Moritz von Reymond „Laienbrevier des Häckelianismus“, Bern 1878.
- Moritz von Reymond „Exodus des Menschengeschlechts aus Lemurien“, Bern 1878.
- Franz Bonn „Leben und Taten des Herkules“ mit den Versen des Herrn von Mieris,  Braun und Schneider, München 1874.
- „Der deutsch-französische Krieg. Eine romantische Tragödie in 5 Aufzügen“, München 1871
- „Firlefanz“,  Braun und Schneider, München 1874 (eigene Veröffentlichung)